# 卡尔斯多夫-诺伊塔德
卡尔斯多夫-诺伊塔德（德語：Karlsdorf-Neuthard）是德国巴登-符腾堡州的一个市镇。总面积14.01平方公里，总人口10065人，其中男性5022人，女性5043人（2011年12月31日），人口密度718人/平方公里。